# Zračna luka Džam
Zračna luka Džam (IATA kod: KNR, ICAO kod: OIBJ) smještena je kod grada Bandar Kangana u jugozapadnom dijelu Irana odnosno Bušeherskoj pokrajini. Nalazi se na nadmorskoj visini od 662 m. Zračna luka ima jednu asfaltiranu uzletno-sletnu stazu dužine 2350 m, a koristi se za tuzemne letove. Vodeći zračni prijevoznici koji nude redovne letove za Isfahan u ovoj zračnoj luci su Iran Air i Iran Aseman Airlines.

## Vanjske poveznice
- (engl.) [neaktivna poveznica]
- (engl.) DAFIF, Great Circle Mapper: KNR